# Heitor Martinez
Heitor Martinez Mello (Rio de Janeiro, 20 de agosto de 1967) é um ator brasileiro.

## Biografia
Heitor estreou no filme Tieta do Agreste, de Cacá Diegues, e posteriormente trabalhou também em Tiradentes, de Oswaldo Caldeira, no papel do inconfidente José Álvares Maciel. Seu primeiro grande sucesso foi no filme Como Ser Solteiro, ao lado de Rosana Garcia, Ernesto Piccolo e Cássia Linhares.
Antes, era contratado da Rede Globo. Atualmente, é contratado da RecordTV.

### Vida pessoal
Entre 1999 e 2006 foi casado com a humorista Anna Markun, com quem teve filhas gêmeas, Alice e Helena, nascidas em 2002.[carece de fontes?]

## Filmografia

### Televisão
| Ano     | Título                    | Personagem                                                   | Nota                                             |
| ------- | ------------------------- | ------------------------------------------------------------ | ------------------------------------------------ |
| 1995    | Decadência                | Guga                                                         |                                                  |
| 1995    | Cara & Coroa              | Mobral                                                       |                                                  |
| 1998    | Fascinação                | Alexandre Ramos                                              |                                                  |
| 1999    | Suave Veneno              | Claudionor Morel                                             |                                                  |
| 1999    | Você Decide               | Artemísio                                                    | Episódio: "Bruxaria"                             |
| 2000    | Você Decide               | Eduardo                                                      | Episódio: "A Volta"                              |
| 2000    | Uga Uga                   | Rolando Karabastos                                           |                                                  |
| 2001    | Brava Gente               | Jonas                                                        | Episódio: "O Diabo Ri Por Último"                |
| 2002    | O Quinto dos Infernos     | Pedro José Joaquim, Marquês de Marialva (jovem)              | Episódios: "8–10 de janeiro"                     |
| 2002    | Brava Gente               | Bebeto                                                       | Episódio: "O Enterro da Cafetina"                |
| 2002    | Coração de Estudante      | Cláudio                                                      | Episódio: "27 de setembro"                       |
| 2002    | Sítio do Picapau Amarelo  | Nicolau Wands                                                | Episódio: "As Aventuras de Hans Staden"          |
| 2003    | A Casa das Sete Mulheres  | João Gutierrez                                               |                                                  |
| 2003    | Sítio do Picapau Amarelo  | Indio Tucuna                                                 | Episódio: "Anhanguera"                           |
| 2003    | Kubanacan                 | Esteban (jovem)                                              | Episódios: "6–8 de novembro"                     |
| 2003    | Terra dos Meninos Pelados | Porteiro da escola                                           |                                                  |
| 2004    | Sob Nova Direção          | Cacá                                                         | Episódio: "O Casamento do Meu Melhor Inimigo"    |
| 2004    | Senhora do Destino        | João Manoel Improtta                                         |                                                  |
| 2005    | Mandrake                  | Jackson                                                      | Episódio: "Amparo"                               |
| 2005    | Prova de Amor             | Felipe Marinho                                               |                                                  |
| 2006    | Avassaladoras: A Série    | Roberto Moreira                                              | Episódio: "Não é Bem Assim" Episódio: "Mudanças" |
| 2006    | Vidas Opostas             | Jackson Silva                                                |                                                  |
| 2007    | Amor e Intrigas           | Petrônio Lima / Francisco Camargo (falso) / Antônio Carvalho |                                                  |
| 2009    | A Lei e o Crime           | Leandro Fontes                                               |                                                  |
| 2010    | Ribeirão do Tempo         | Senador Nicolau Feitosa                                      |                                                  |
| 2012    | Máscaras                  | Martin Salles / Otávio Benaro                                |                                                  |
| 2013–15 | Se Eu Fosse Você          | Heitor                                                       |                                                  |
| 2013    | Pecado Mortal             | Tadeu Wernek / Van Gogh                                      |                                                  |
| 2014    | Vitória                   | Caíque Amarantes                                             |                                                  |
| 2015    | Os Dez Mandamentos        | Apuki                                                        |                                                  |
| 2017    | Sem Volta                 | João Bittencourt                                             |                                                  |
| 2017    | O Rico e Lázaro           | Nabucodonosor II                                             |                                                  |
| 2018    | O Sétimo Guardião         | Robério Alvares                                              |                                                  |
| 2019    | Amor sem Igual            | Bernardo Rodrigues                                           |                                                  |
| 2021    | Gênesis                   | Labão                                                        |                                                  |
| 2023    | Vai na Fé                 | Ricardo Saltarelli                                           |                                                  |
| 2024    | Reis                      | Roboão, Rei de Judá                                          | A Divisão                                        |
| 2025    | A Vida de Jó (telessérie) | Ruben                                                        |                                                  |

### Cinema
| Ano  | Título                          | Personagem                      | Notas          |
| ---- | ------------------------------- | ------------------------------- | -------------- |
| 1996 | Tieta do Agreste                | Ricardo Esteves Batista (Cardo) |                |
| 1998 | Como ser Solteiro               | Ricardo Solto                   |                |
| 1999 | Tiradentes                      | Álvares Maciel                  |                |
| 2000 | Gurufim na Mangueira            | Amigo no velório                | Curta-metragem |
| 2002 | Metade sexo, metade mussarela   | Alberto                         |                |
| 2003 | Musicada                        | Marvin                          | Curta-metragem |
| 2005 | Mais uma Vez Amor               | Caio                            |                |
| 2007 | Cleópatra                       | Otaviano                        |                |
| 2011 | Assalto ao Banco Central        | Léo                             |                |
| 2011 | Desenrola                       | Vitor                           |                |
| 2016 | Os Dez Mandamentos - O Filme    | Apuki                           |                |
| 2018 | Minha Vida em Marte             | Ruy                             |                |
| 2022 | Um Natal Cheio de Graça         | Jorge                           |                |
| 2023 | O Porteiro                      | Gustavo                         |                |
| 2024 | Luccas e Gi em: Dinossauros     | Silas                           |                |
| 2025 | Câncer com Ascendente em Virgem | Marcos                          |                |

### Teatro
| Ano     | Título                           | Papel                |
| ------- | -------------------------------- | -------------------- |
| 1995    | O Retrato de Dorian Gray         | Dorian               |
| 1997    | Volúpia                          |                      |
| 2004–05 | Uma História para Calibã         | Calibã               |
| 2005–06 | O Rim                            | Augusto              |
| 2006    | Eles se casaram e tiveram muitos |                      |
| 2012–13 | O Rouxinol e o Imperador         | Imperador da China   |
| 2013    | O Jardim do Rei                  | Dom João VI          |
| 2013–15 | Sonhos de um Sedutor             | Dick/Humphrey Bogart |
| 2015–16 | Cenas de Um Casamento            | Johan                |

## Prêmios e indicações
| Ano  | Premiação                            | Categoria                                 | Trabalho        | Resultado |
| ---- | ------------------------------------ | ----------------------------------------- | --------------- | --------- |
| 2006 | Prêmio Contigo! de TV                | Melhor Ator                               | Prova de Amor   | Indicado  |
| 2006 | Prêmio Contigo! de TV                | Melhor Par Romântico (com Bianca Rinaldi) | Prova de Amor   | Indicado  |
| 2006 | Melhores do UOL e PopTevê            | Melhor Ator                               | Vidas Opostas   | Venceu    |
| 2007 | Prêmio Contigo! de TV                | Melhor Ator                               | Vidas Opostas   | Indicado  |
| 2007 | Melhores do UOL e PopTevê            | Melhor Ator                               | Vidas Opostas   | Indicado  |
| 2007 | Prêmio Qualidade Brasil              | Melhor Ator                               | Vidas Opostas   | Indicado  |
| 2007 | Prêmio Extra de Televisão            | Melhor Ator                               | Vidas Opostas   | Indicado  |
| 2007 | Prêmio Master                        | Melhor Ator                               | Vidas Opostas   | Venceu    |
| 2008 | Prêmio Contigo! de TV                | Melhor Ator                               | Amor e Intrigas | Indicado  |
| 2011 | Prêmio Renato Russo – Ousadia & Arte | Melhor Ator                               | Homenagem       | Venceu    |
| 2015 | Prêmio Contigo! de TV                | Melhor Ator Coadjuvante                   | Vitória         | Indicado  |
| 2016 | Troféu Nelson Rodrigues              | Referência Nacional                       | Homenagem       | Venceu    |
| 2020 | Prêmio Contigo! de TV                | Melhor Ator Coadjuvante de Novela/série   | Amor sem Igual  | Indicado  |
| 2021 | Prêmio Notícias de TV                | Melhor Ator Antagonista                   | Gênesis         | Venceu    |